# Laura Pérez Granel
Laura Pérez Granel   (València, 1983) és una il·lustradora i dibuixant de còmic valenciana, guardonada el 2020 amb el premi El Ojo Crítico de Radio Nacional de España per la seva obra Ocultos. En 2022, va ser nominada als premis Emmy pels títols de crèdit de la sèrie de televisió estatunidenca Only Murders in the Building de Disney+, en la qual també realitza els dibuixos i el mural que fa Mabel, el personatge interpretat per l'actriu Selena Gómez.
Es va graduar en la Reial Acadèmia de Belles Arts de Sant Carles el 2010, després d'haver acomplert diversos cursos a l'estranger als quals va poder optar després d'aconseguir les beques d'estudis Erasmus, Promoe i SICUE. Així, Pérez va poder formar-se a l'Escola Regional de Belles Arts de Rennes, a França, en la Universitat de les Arts d'Alberta, al Canadà i, finalment, a l'Escola de Belles Arts de Barcelona.
La seva primera novel·la gràfica, Naúfragos, una obra sobre la nostàlgia ambientada al Madrid de 1981, durant la movida madrilenya, la va publicar el 2016 amb el guionista Pablo Monforte, després d'haver guanyat el X Premi Internacional de Novel·la Gràfica Fnac-Salamandra Graphic. Aquesta obra va ser traduïda al francès amb Des ronds dans l'O el 2018 i a l'anglès amb Dark Horse Comics el 2021.
En 2019, va publicar amb Astiberri Ediciones la seva primera obra en solitari titulada Ocultos, una novel·la gràfica sobre el misteri de la realitat i amb el qual Pérez s'endinsa en el món del paranormal. Aquest mateix any, l'obra va rebre el premi al millor àlbum nacional al festival de còmic Splash Sagunt. El 2020, va ser guardonada amb el premi El Ojo Crítico d'RNE «per l'elegància del seu estil poètic, la capacitat per a representar l'estranyament, el delicat i el fosc». També el 2020, l'Associació Espanyola de Fantasia, Ciència-Ficció i Terror va concedir a Ocultos el premi Ignotus al millor còmic espanyol.
Pérez treballa com a il·lustradora per a mitjans espanyols com El País, i internacionals com els periòdics The Washington Post, The Wall Street Journal o The Boston Globe o les revistes Vanity Fair i National Geographic, entre altres. També ha realitzat encàrrecs per a institucions com l'Organització Mundial de la Salut o l'Ajuntament de València. I, el 2021, va ser l'autora del cartell anunciador de la XII edició del Saló del Còmic de Navarra, i de la VIII edició d'Splash Sagunt. A més, va aparèixer en el volum 4 d'Illustration Now! editat per Taschen, va ser inclosa en el repertori dels millors Il·lustradors espanyols publicat per Lunwerg i, el 2019, la van incloure en el llibre Reinas de la ilustración española del siglo XXI de Cristian Campos per a Norma Editorial.